# Who Do U Believe In
Who Do U Believe In? er en posthum single af 2Pac, udgivet på opsamlingsalbummet Suge Knight Represents: Chronic 2000. På sangen medvirker Kadafi og Big Pimpin' Delemond. Sangen indeholder en vokalprøve fra Jamiroquais "Manifest Destiny". Sangen, var i 2002, med på albummet Better Dayz.

## Trackliste
Side A
1. "Who Do You Believe In?" (ren version) — 5:30
2. "Who Do You Believe In?" (instrumental) — 5:29

Side B
1. "Who Do You Believe In?" (lp-version) — 5:30
2. "Who Do You Believe In?" (acapella) — 5:31

| Musik | Spire Denne musikartikel er en spire som bør udbygges. Du er velkommen til at hjælpe Wikipedia ved at udvide den. |